# Roald Hoffmann
Roald Hoffmann (n. 18 iulie 1937, Zolociv, Tarnopol Voivodeship⁠(d), Polonia) este un chimist evreu-american, laureat al Premiului Nobel pentru chimie (1981).